# Elimelech Gavriel Tress
Elimelech Gavriel Tress, Elimelekh Gavri’el Tress, auch „Mike“ Tress genannt (* 1909 in New York City, Vereinigte Staaten; † 9. Juli 1967 ebenda), war ein US-amerikanischer ultraorthodoxer Rabbiner.
Tress war der Sohn eines Immigranten und in den Vereinigten Staaten geboren. Ohne Ausbildung zum Rabbiner wurde er später aufgrund seiner einflussreichen Tätigkeit als Reb Elimelech betitelt, bekannt war er auch unter seinem Spitznamen Mike. Vor und während des Zweiten Weltkrieges gründete er verschiedene Jugendorganisationen, um der Assimilation entgegenzuwirken. Tress war viele Jahre Präsident der „Agudath Israel of America“ und verhalf der Union, zu einer der größten politischen, kommunalen und kulturellen Repräsentanz der Orthodoxie seiner Zeit in den Vereinigten Staaten zu werden, die nicht der zionistischen Misrachi-Bewegung angehörten. Er leitete die Organisation bis zu seinem Tode, sein Nachfolger wurde Moshe Sherer. Um die Agudath Israel zu finanzieren und Juden bei der Flucht aus Europa zu verhelfen, gab er sein Unternehmen als Geschäftsmann auf und verwendete sein Vermögen hierfür. Tress rettete durch sein Engagement vielen europäischen Juden zur Zeit des Holocaust das Leben.
Sein Biograf ist der ultra-orthodoxe Publizist Jonathan Rosenblum, dessen Werk z. T. auf Forschungen des Historikers David Kranzler beruht.
Ihm zu Ehren wird von der Agudath Israel der Reb Elimelech Tress Memorial Award verliehen.